# Krzywa Dziura
Krzywa Dziura – jaskinia w polskich Pieninach. Wejście do niej znajduje się w Pieninach Spiskich, w południowym zboczu Żaru, 60 m poniżej grzbietu, w pobliżu jaskini Prosta Dziura, na wysokości 830 m n.p.m.n. Długość jaskini wynosi 12 metrów, a jej deniwelacja 4,5 metrów.

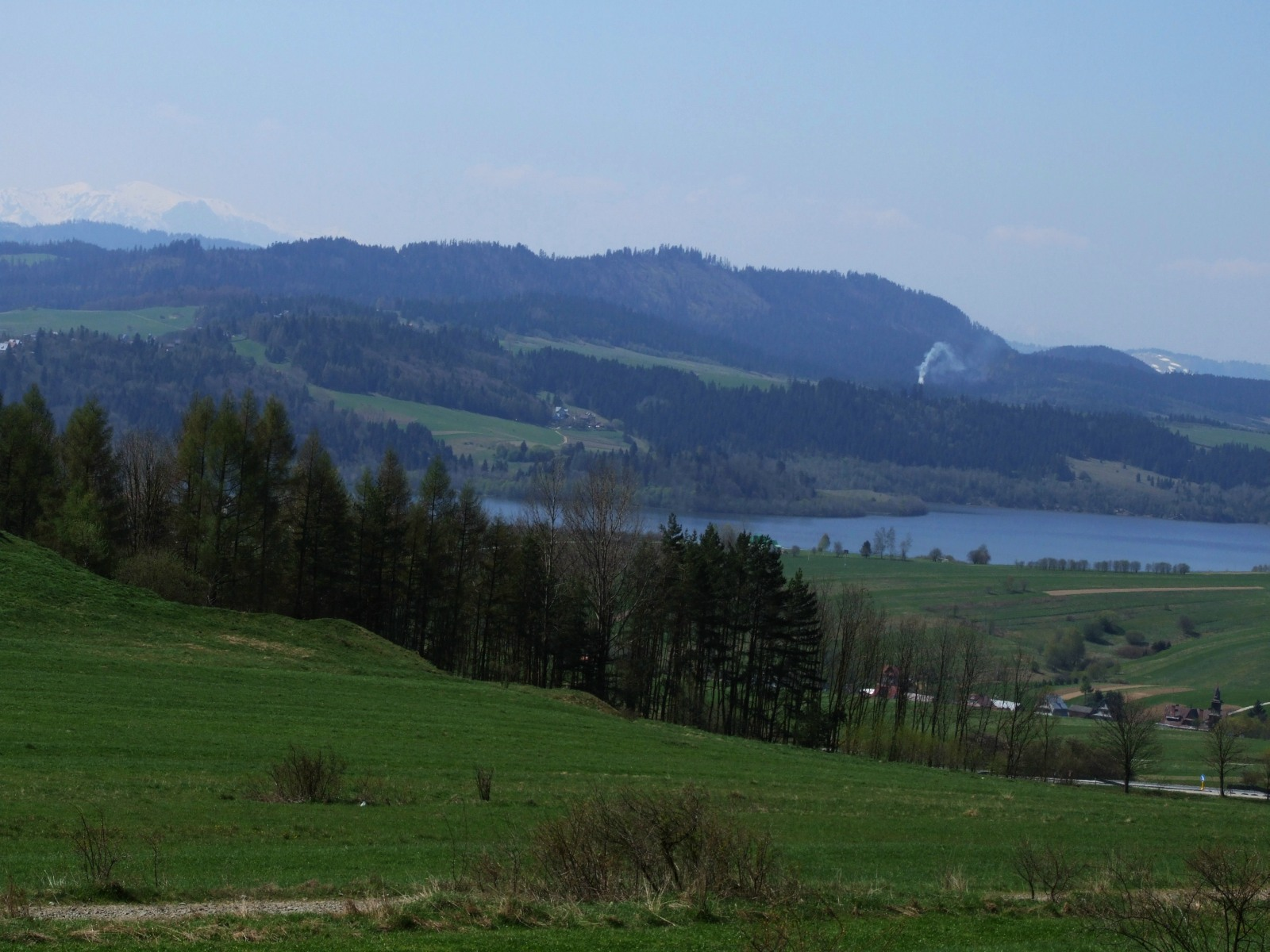
Pasmo Żaru

## Opis jaskini
Jaskinię stanowi idący w dół, zaraz na początku skręcający w prawo, korytarz zaczynający się w niedużym otworze wejściowym, a kończący małą salą. Z sali odchodzi krótki korytarzyk z namuliskiem.

## Przyroda
W jaskini brak jest nacieków. Ściany są wilgotne, rosną na nich paprocie i mchy.

## Historia odkryć
Jaskinia znana była od dawna. Jej plan i opis sporządził J. Baryła w 1996 roku.